# J. A. W. Bennett
Jack Arthur Walter Bennett (Auckland, Isla Norte; 28 de febrero de 1911-Los Ángeles, California; 29 de enero de 1981) fue un profesor y erudito británico, aunque nacido en Nueva Zelanda, especializado en literatura inglesa.

## Biografía
Sus padres eran naturales de Leicester, y emigraron a Nueva Zelanda a principios del siglo XX. Empezó sus estudios universitarios en su ciudad natal, en la Universidad de Auckland, donde el biógrafo James McNeish le describe como «pobre y necesitado», antes de pasar al Merton College, en Oxford, donde, aún indigente, sobrevivió con «una dieta de empanadas de Cornualles». En el libro de McNeish Dance of the Peacocks, se le encuadra como miembro de lo que el ambiente académico británico dio en llamar «la mafia neozelandesa» de Oxford, un grupo disperso de jóvenes neozelandeses extraordinariamente dotados, que estudió —muchos eran Beca Rhodes en la Universidad de Oxford— antes de la Segunda Guerra Mundial. Mantuvieron el vínculo entre ellos el resto de sus vidas. El grupo incluía a John Mulgan, Dan Davin, James Bertram, Paddy Costello, Charles Brasch, Norman Davis e Ian Milner. McNeish describe a Bennett como «desde su punto de vista, marcado por la exuberancia de su erudición, su santidad y su olvido... se consideraba afortunado de haber conseguido la beca [para Oxford], ya que se olvidó de incluir ninguna recomendación en su solicitud».
En 1937 se casó con Edith Bannister, una alumna. Durante la Segunda Guerra Mundial Bennett trabajó con el British Information Service en los Estados Unidos: se le pidió ayuda solo durante unas semanas, pero estuvo colaborando toda la duración de la contienda, regresando a Oxford solo en 1943 y tras la paz. En 1949 anuló su matrimonio con Edith, y dos años más tarde, en 1951, se casó de nuevo con Gwyneth Mary Nicholas, hija de un funcionario, con la que tuvo dos hijos.
Durante su estancia en Oxford fue miembro del grupo literario informal denominado los Inklings, que incluyó a dos de los escritores en inglés más relevantes del siglo XX: C. S. Lewis, colega de Bennett y autor de Las crónicas de Narnia y J. R. R. Tolkien, autor de El Señor de los Anillos.
Llegó a ser conocido como un erudito de la literatura en inglés medio. Fue editor de la revista Medium Aevum desde 1956 hasta 1980, tras haber colaborado en ella con su predecesor, C. T. Onions, y fue colega de C. S. Lewis en el Magdalen College. En 1964 sucedió a Lewis como profesor de inglés medieval y renacentista (Professor of Medieval and Renaissance English) en la Universidad de Cambridge. Fue elegido miembro extranjero honorario de la Academia Estadounidense de las Artes y las Ciencias en 1976. Su trabajo académico más notable es el volumen sobre literatura en inglés medio de la obra Oxford History of English Literature, completado tras su muerte por Douglas Gray y publicado en 1986.
Bennett padeció asma cardíaca los últimos años de su vida. Unos meses después del fallecimiento de su mujer, de paso en Los Ángeles, en una escala del viaje de Europa a Nueva Zelanda, padeció un ataque del que no se pudo recuperar. Está enterrado en el cementerio adyacente a la parroquia de la Ascensión de Cambridge con su esposa Gwyneth (1916-1980).